# ウクライナ外務省

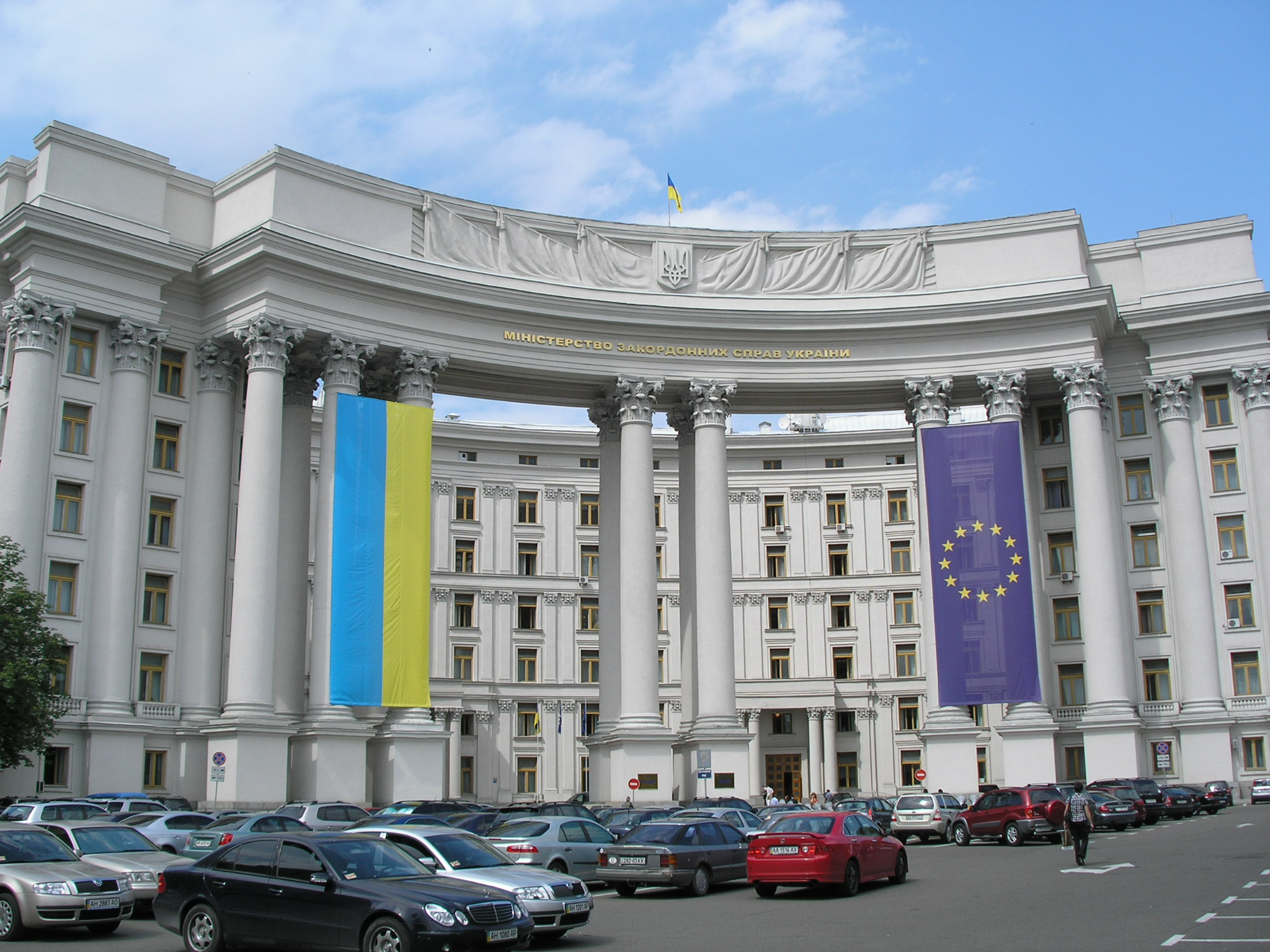
首都キーウの歴史的地区にあるウクライナ外務省本館

Alternative logo (Ukrainian version, abbreviation MZS)

ウクライナ外務省（ウクライナがいむしょう、ウクライナ語: Міністерство закордонних справ України、略称МЗС України）は、ウクライナの外交政策を実施する行政機関。

## 省の任務
2006年7月12日付けのウクライナ内閣の決議№960によると、ウクライナ外務省の主な任務は次のとおりである。
- 国際社会のメンバーとの平和的かつ相互に有益な協力を維持することにより、ウクライナの国益と安全を確保することに参加する。
- ウクライナの国際的地位の安定を促進し、その国際的名声を高め、世界で信頼できる予測可能なパートナーとしてのウクライナのイメージを広める。
- ウクライナの独立、国家主権、経済的独立および領土保全を強化するための有利な外部条件の作成。
- 付与された権限に従って、ウクライナの外交政策の完全性と一貫性を確保する。
- 海外のウクライナの市民および法人の権利と利益の保護。
- 外国のウクライナのコミュニティとの関係の発展を促進し、国際法の規範とウクライナの現在の法律に従って、これらのコミュニティに支援と保護を提供する。

## 省の統治
- 外務大臣：アンドリー・シビバ
- 外務第一副大臣：セルギー・キスリツァ
- 外務第一次官：空席
- 外務次官：エホール・ボジョク[4]、ワシリ・ボドナル[5]、エフゲニー・エニン[6]
- デジタル開発・デジタルトランスフォーメーション・デジタル化担当次官：ドムィトロ・セニック[7][8]

## 省の構造
同省の本部には以下の部門が含まれる:
- 大臣官房局
- 第一ヨーロッパ局
- 第二ヨーロッパ局
- アメリカ局
- アジア太平洋省部局
- 中東アフリカ省部局
- 欧州連合局
- ロシア連邦からの脅威に対抗するための部局
- 国際安全保障局
- 国際機構局
- 領事サービス部
- 人事管理部
- 政治部
- 金融財務部
- 外交サービスの開発と提供の部門
- 国際法学科
- パブリックディプロマシー学科
- ウクレイニアン・インスティテュート

## 事件
2022年12月2日にハンガリー、オランダ、ポーランド、クロアチア、イタリア、オーストリアのウクライナ大使館や総領事館に動物の死骸の入った小包が送付された。ウクライナ外務大臣のドミトロ・クレバは「テロ行為」として非難している。11月末には駐スペインウクライナ大使宛ての小包が爆発する事件も起きていた。